# Leichtathletik-Weltmeisterschaften 2019/Teilnehmer (Costa Rica)
| Gelbes Symbol für Goldmedaillen mit stilisierten Olympischen Ringen | Graues Symbol für Silbermedaillen mit stilisierten Olympischen Ringen | Braundes Symbol für Bronzemedaillen mit stilisierten Olympischen Ringen |
| ------------------------------------------------------------------- | --------------------------------------------------------------------- | ----------------------------------------------------------------------- |
| —                                                                   | —                                                                     | —                                                                       |

Der Leichtathletikverband von Costa Rica nahm an den Leichtathletik-Weltmeisterschaften 2019 in Doha teilnehmen. Vier Athletinnen und Athleten wurden vom costa-ricanischen Verband nominiert.

## Ergebnisse

### Frauen

#### Laufdisziplinen
| Athletin       | Disziplin    | Vorlauf    | Vorlauf | Halbfinale | Halbfinale | Finale     | Finale |
| Athletin       | Disziplin    | Zeit       | Platz   | Zeit       | Platz      | Zeit       | Platz  |
| -------------- | ------------ | ---------- | ------- | ---------- | ---------- | ---------- | ------ |
| Gabriela Traña | Marathon     |            |         |            |            | 3:19:13 h  | 40     |
| Andrea Vargas  | 100 m Hürden | 12,68 s NR | 6       | 12,65 s NR | 8          | 12,64 s NR | 05     |
| Noelia Vargas  | 20 km Gehen  |            |         |            |            | 1:46:30 h  | 36     |

### Männer

#### Sprung/Wurf
| Athlet          | Disziplin  | Qualifikation | Qualifikation | Finale     | Finale |
| Athlet          | Disziplin  | Weite/Höhe    | Platz         | Weite/Höhe | Platz  |
| --------------- | ---------- | ------------- | ------------- | ---------- | ------ |
| Roberto Sawyers | Hammerwurf | 72,41 m       | 26            | DNQ        | DNQ    |